# Browns Butte
Browns Butte är en bergstopp i Antarktis. Den ligger i Östantarktis. Nya Zeeland gör anspråk på området. Toppen på Browns Butte är 2 476 meter över havet, eller 294 meter över den omgivande terrängen. Bredden vid basen är 3,4 km.
Terrängen runt Browns Butte är kuperad åt sydväst, men åt nordost är den platt. Trakten är obefolkad. Det finns inga samhällen i närheten.